# Unni Kristiansen
Pour les articles homonymes, voir Kristiansen.
Unni Kristiansen est une biathlète norvégienne.

## Biographie
Aux Championnats du monde 1991, elle remporte la médaille de bronze à l'épreuve par équipes avec Synnøve Thoresen, Signe Trosten et Hildegunn Fossen.
Son meilleur résultat individuel dans la Coupe du monde est onzième (sprint d'Holmenkollen en 1991).
Elle prolonge sa carrière internationale Jusqu'en 1993.

## Palmarès

### Championnats du monde
- Mondiaux 1991 à Lahti :
  -  Médaille de bronze à la course par équipes.

### Coupe du monde
- Meilleur classement général : 34e en 1991.
- Meilleur résultat individuel : 11e.
- 2 podiums sur des courses par équipes.